# Евтелія фісташкова
Евтелія фісташкова (Eutelia adulatrix) — вид лускокрилих комах з родини Euteliidae.

## Поширення
Вид широко поширена в Північній Африці, Південній Європі та Західній Азії. Мешкає в теплих чагарникових заростях, маквісах, чистих дубових лісах.

## Опис
Розмах крил цього виду становить 25-29 мм. Під час спокою у цього виду крила розправлені, а черевце загнуте вгору, так що комаха нагадує опалий лист.

## Спосіб життя
Буває пару поколінь за рік. Яйця відкладають на нижню сторону молодого листя. Гусениці були зареєстровані в липні та серпні в Греції. Вони живляться рослинами з родини Anacardiaceae, переважно фісташкою Pistacia terebinthus.